# Lista primarilor din Drobeta-Turnu Severin
Aceasta este lista primarilor din Drobeta-Turnu Severin:

## Turnu Severin
- Ilariu Isvoranu (1901-1905)
- Grigore Constantinescu (1905-1907)
- Sabin Popescu (1907-1910)
- Constantin Gruiescu (1911–1914) [1]
- Virgil Netta (1929-1933?)
- Papacostea C. Pajură (1944-1946)

## Drobeta Turnu Severin
- Ion Moraru (1992–1996)
- Constantin Dinu (1996–2008)
- Constantin Gherghe (2008–2016); reales în 2012[2]
- Marius Screciu (din 2016)[2]